# Carlos Balmaceda Saavedra
Carlos Balmaceda Saavedra (Santiago, 8 de abril de 1879-ibídem, 21 de agosto de 1958) fue un ingeniero agrónomo, empresario y político chileno, miembro del Partido Liberal Democrático. Se desempeñó como diputado durante las décadas de 1900 y 1910, así como ministro de Estado bajo los gobiernos de los presidentes Pedro Montt, Carlos Ibáñez del Campo y Juan Esteban Montero.

## Familia y estudios
Nació en Santiago de Chile el 8 de abril de 1879, hijo de José María Balmaceda Fernández y de Amelia Saavedra Rivera, era sobrino del presidente José Manuel Balmaceda. Realizó sus estudios primarios y secundarios en el Colegio Inglés y en el Instituto Nacional. Se tituló posteriormente de ingeniero agrónomo en la Universidad de Chile.
Se casó con María Lazcano Valdés, con quien tuvo cuatro hijos.

## Carrera profesional
Se dedicó a las actividades agrícolas y empresariales, trabajando en diversas empresas como director.
Trabajó en el Banco de Chile, siendo su presidente en 1910, y director en 1923 y en 1939. De la misma manera fue director y presidente de la Sociedad Explotadora de Tierra del Fuego, en 1923 y 1939; de la Compañía Minera e Industrial (exCompañía Carbonífera de Lota y Coronel); de la Compañía de Seguros Sud Americana; de la Sociedad Agrícola de Ñuble y Rupanco; de la Compañía Estañífera de Llallagua; de la Sociedad Pretrolífera Orión, todas las anteriores en 1923; de la Compañía Carbonífera e Industrial de Lota (minas, ferrocarril de Concepción a Curanilahue, vapores, cerámica, elaboración de madera); de Cristalerías Chile S.A.; de la Sociedad Termas de Puyehue; de la Sociedad de Turismo y Hoteles de Chile; presidente de la Clínica Santa María; consejero de la Caja de Crédito Hipotecario; de la Compañía de Radiotelegrafía Transradio Chilena; de la Compañía Minera de Tocopilla (cobre); y vicepresidente de la Compañía General de Electricidad Industrial, todos esos cargos en 1939. Por otra parte, fue administrador del Cementerio General de Santiago.

## Carrera política
Militó en el Partido Liberal Democrático, del que fue su presidente. En las elecciones parlamentarias de 1909, fue elegido como diputado por Cauquenes, Constitución y Chanco, por el periodo legislativo 1909-1912. Durante su gestión integró la Comisión Permanente de Relaciones Exteriores. En la cámara baja tomó participación activa en el estudio de los más difíciles problemas y en bien del progreso del país.
Paralelamente, en 1910, el presidente de la República Pedro Montt lo llamó a compartir con él las tareas de Gobierno y fue nombrado como ministro de Hacienda, función que ejerció entre el 25 de junio y el 23 de diciembre de ese año.
En las elecciones parlamentarias de 1912 volvió a ser elegido como diputado, está vez por el departamento de Itata, por el período 1912-1915. En esa oportunidad integró la Comisión Permanente de Culto y Colonización; y la de Presupuestos. Durante el período, condujo los debates legislativos con la cordura y la distinción de un avezado hombre público. Además, fue elegido como presidente provisorio de la Cámara de Diputados, ejerciendo desde el 15 de mayo hasta el 3 de junio de 1912 y, luego como presidente titular de la misma, a contar de esta última fecha, hasta el 10 de agosto del mismo año.
En las elecciones parlamentarias de 1915, obtuvo la reelección como diputado por Itata, por el período 1915-1918. Nuevamente fue presidente provisorio de la Cámara, desde el 15 de mayo hasta el 2 de junio de 1915, fecha esta última, en que asumió la presidencia titular, hasta el 2 de junio de 1916. Fue diputado reemplazante en la Comisión Permanente de Hacienda, y miembro de la Comisión Conservadora, para el receso 1917-1918.
En las elecciones parlamentarias de 1918, logró de nuevo la reelección diputacional, pero por Temuco, Imperial y Llaima, por el período 1918-1921. En esa ocasión integró la Comisión Permanente de Policía Interior. Pero la aprobación de los poderes de Braulio Navarro, el 6 de agosto de 1918, lo exluyó de la Cámara. De espíritu sereno, de carácter conciliador y respetuoso de la ley, supo rodearse de un prestigio de trascendentales proyecciones para el futuro.
Más tarde, en junio de 1921 fue nombrado como consejero de Estado.
Durante la primera presidencia de Carlos Ibáñez del Campo, fue nombrado como biministro de Estado en las carteras de Relaciones Exteriores y Comercio y de Tierras y Colonización, cargos que ocupó desde el 26 de julio de hasta el 2 de septiembre de 1931. Reasumió la titularidad del Ministerio de Relaciones Exteriores y Comercio, desde el 15 de noviembre de 1931, hasta el 4 de junio de 1932, con ocasión de la vicepresidencia y posterior presidencia del radical Juan Esteban Montero. Durante el ejercicio de este último cargo, ejerció simultáneamente como ministro del Interior, en calidad de subrogante;  cumpliendo la responsabilidad entre el 23 y 25 de febrero de 1932; y luego entre el 29 de febrero y el 5 de marzo de 1932.
Entre otras actividades, fue socio de la Sociedad de Fomento Fabril (Sofofa), del Club de La Unión, del Club Hípico de Santiago, y del Club de Viña del Mar.
Falleció en Santiago de Chile, el 21 de agosto de 1958.